# Lüszimakhosz
Lüszimakhosz (Krannón, Kr. e. 362 körül – Korupedion, Kr. e. 281 februárja) makedón hadvezér, hellenisztikus uralkodó, a Nagy Sándor után uralkodó diadokhoszok egyike volt. Hatalmának központja Trákia volt, de fokozatosan Makedónia és Anatólia területén is megvetette a lábát.

## Az Antigonidák elleni háborúkban
A thesszáliai Agathoklész fia volt, Krannón városából. III. Alexandrosz mellett Kr. e. 336-os trónra lépésétől kezdve mindvégig a belső, előkelő bizalmasokat tömörítő testőrök (szómatophülaxok) egyike volt. A király Kr. e. 323-as halálakor Trákia és a Kherszonészosz (azaz a Gallipoli-félsziget) kormányzójává nevezték ki, ilyen minőségben a fellázadt odrüszi trák királlyal, III. Szeuthésszel kellett megküzdenie, hogy ismét elfogadja makedón hűbéresi státuszát. Kr. e. 321-ben avatkozott be először a birodalmi nagypolitikába: Antipatrosz, az európai területek élére állított sztratégosz lányát, Nikaiát feleségül véve csatlakozott apósának és sógorainak, Ptolemaiosznak és Kraterosznak a Perdikkasz ellen szervezett koalíciójához, amely végül győzelmet aratott, és Antipatrosznak juttatta az egész birodalom feletti kormányzóságot.
Kr. e. 315-ben az immár szétesett birodalmat uraló diadokhoszok újabb koalíciójához csatlakozott: Ptolemaiosz, illetve Antipatrosz fia, a Makedóniát és Hellaszt uraló Kasszandrosz, valamint a korábban Babilóniát igazgató I. Szeleukosz mellé állt az egyeduralmi terveket szövő Antigonosz és fia, Démétriosz ellen. Lüszimakhosz Phrügiát követelte az Antigonidáktól, hogy hatalmát Kis-Ázsiába is kiterjeszthesse. Antigonosz válaszul ismét fellázította a trákokat ellene, illetve a Fekete-tenger partjának görög városaiban is agitációt folytatott, de Lüszimakhosznak rövidesen ismét sikerült meghódolásra kényszerítenie Szeuthészt és hellén alattvalóit. A Kr. e. 311-es béke elismerte hódításait. Kr. e. 309-ben alapította meg a magáról elnevezett Lüszimakheia városát egy stratégiai fontosságú helyen, a Gallipoli-félsziget és a szárazföld találkozásánál, amit gyorsan betelepített, és feltehetően a fővárosává is tett.
A háború rövidesen ismét kitört, melynek során Kasszandrosz Makedóniába szorult vissza, de a vele, Ptolemaiosszal és Szeleukosszal ismét szövetkezett, a többi diadokhoszhoz hasonlóan Kr. e. 306 óta királyi címet viselő Lüszimakhosz csak Kr. e. 302-ben kapcsolódott be a hadműveletekbe: több anatóliai erősséget elfoglalt Antigonosztól, köztük Pergamont. A Kr. e. 301-es ipszoszi csatában a szövetség megsemmisítő győzelmet aratott az Antigonidák felett, az ütközetben maga Antigonosz is elesett. Birodalmából Lüszimakhosz Anatólia nyugati harmadában és északi partvidékén hasított ki magának jelentős területeket: többek között Ióniát, Lüdiát és Phrügiát tudhatta magáénak.

## Makedónia megszerzése

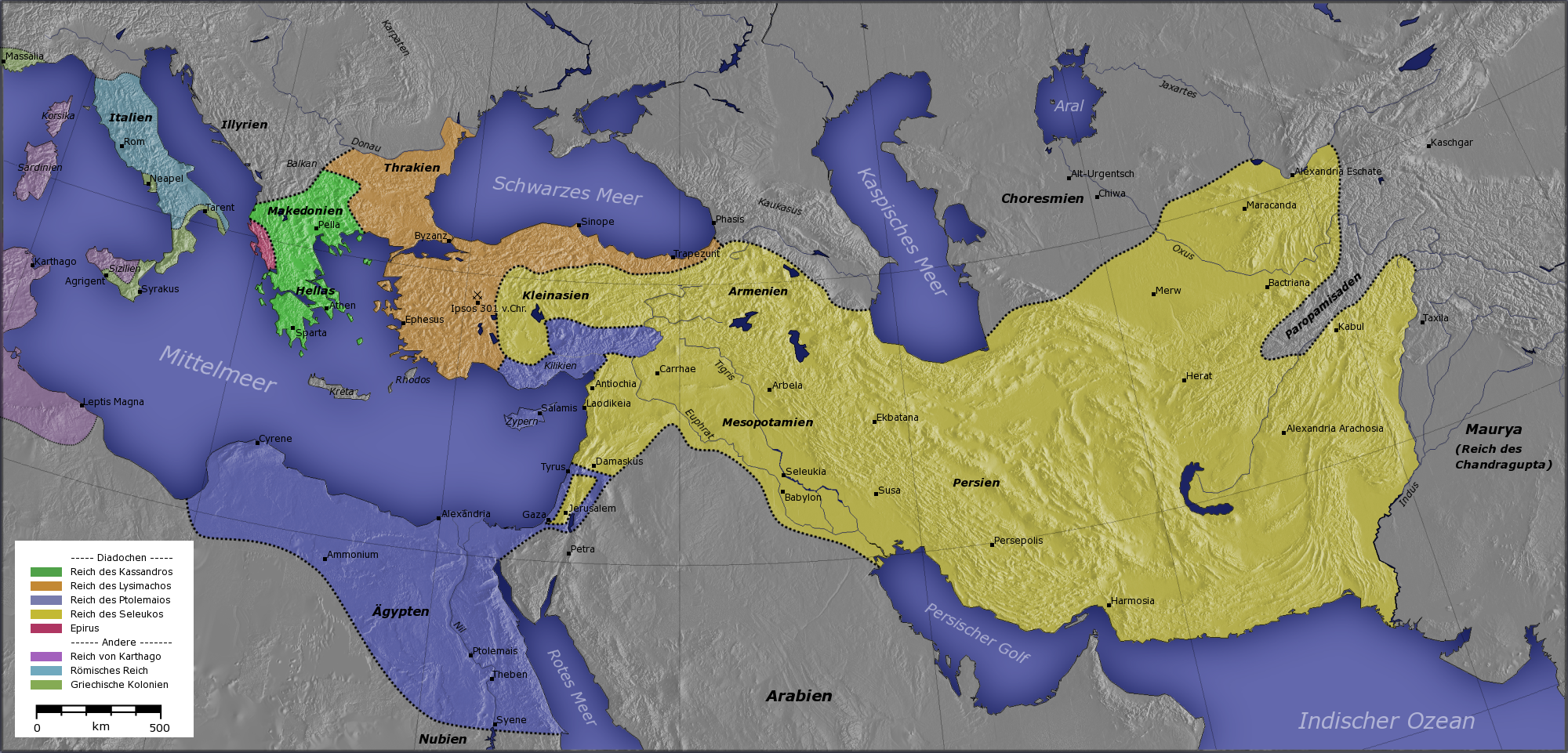
A hellenisztikus birodalmak az ipszoszi csata után
Lüszimakhosz királysága
Más diadokhoszok:
Szeleukosz királysága
Ptolemaiosz királysága
Kasszandrosz királysága
Egyéb államok
Épeirosz
Karthágó
Római Köztársaság
görög gyarmatok

Ipszosz után a győztesek között is széthúzás kezdődött: Ptolemaiosz a hatalmas birodalmat öröklő Szeleukosz ellenében szövetkezett Lüszimakhosszal, aki feleségül vette lányát, Arszinoét. Szeleukosz válaszul a birtokaitól nemrég megfosztott Démétriosszal lépett szövetségre, aki néhány év múlva megkezdte Kasszandrosz európai birtokainak visszahódítását. Riválisa i. e. 297-es halálát követően fiai, III. Philipposz, majd gyors halálát követően a közösen uralkodó Antipatrosz és V. Alexandrosz örökölték Makedónia trónját. Antipatrosz azonban elűzte fivérét, mire az az épeiroszi Pürrhosz és Démétriosz segítségét kérte. Pürrhosz i. e. 294-ben elűzte Antipatroszt, aki Lüszimakhoszhoz menekült, de a trákiai hadúr meggyilkoltatta, majd békét kötött Pürrhosszal és Démétriosszal. Utóbbit, miután megölte V. Alexandroszt, még makedón királynak is elismerték. Alexandrosz özvegyét, Lüszandrát, Ptolemaiosz lányát Lüszimakhosz trónörököse, Agathoklész vette feleségül.
Az ezt követő években Lüszimakhosz a Dunától északra eső területek meghódítását tervezgette, ám a geták fejedelmétől vereséget szenvedett, sőt fogságba is esett, de Dromikhaetész bőkezűen bánt vele, és rövidesen szabadon is engedte. A barátságos viszonyt megpecsételve még Lüszimakhosz egy lányát is feleségül vehette. Eközben Démétriosz óriási sereget gyűjtött, amellyel Nagy Sándorhoz hasonló volumenű keleti hadjáratot akart indítani. A többi király ezt nem tűrhette, így i. e. 288-ban Lüszimakhosz összefogott Szeleukosszal, Ptolemaiosszal és a Démétriosszal már évek óta háborúzó Pürrhosszal. Bár a végső győzelmet Pürrhosz aratta azzal, hogy a maga oldalára állította Démétriosz seregét, kénytelen volt Lüszimakhosszal megosztozni Makedónián, aki rövidesen (i. e. 287-ben vagy 286-ban) az egész tartományt megszerezte.

## Bukás
Kr. e. 283-ban vagy Kr. e. 282-ben meghalt Ptolemaiosz, Lüszimakhosz és fia, Agathoklész apósa. Az egyiptomi trónt korábbi rendelkezésének megfelelően nem elsőszülött fia, Ptolemaiosz Keraunosz, hanem annak féltestvére, II. Ptolemaiosz Philadelphosz örökölte. Keraunosz jobbnak látta Lüszimakhosz udvarába menekülni, ahol féltestvére, Arszinoé királyné örömmel fogadta: közösen kezdtek szervezkedni Arszinoé mostohafia, a népszerű trónörökös, Agathoklész ellen. Az agg Lüszimakhoszt sikerült is fia ellen hangolniuk, akit végül bebörtönöztetett, és rövidesen megölték. Az eset nagyobb horderejű következményekkel járt, mint az várható volt: számos híve elpártolt tőle, alattvalói lázongani kezdtek, ráadásul az özvegy Lüszandrának és Lüszimakhosz Alexandrosz nevű fiának menedéket adó, a Makedónia meghódítását tervezgető Szeleukosz ürügyül használta fel arra, hogy hadat üzenjen Lüszimakhosznak. A király vállalta az összecsapást, ám Kr. e. 281-ben Anatóliában, Szardeisz közelében elveszítette a korupedioni csatát, ahol maga is elesett. Holttestét Alexandrosz nevű fia szállíttatta az általa alapított Lüszimakheiába, ahol síremléke még Pauszaniasz Periégétész korában, a Kr. u. 2. században is állt.
Szeleukosz Keraunoszt Egyiptommal szemben akarta trónkövetelőként felléptetni, de az inkább meggyilkoltatta az utolsó életben levő diadokhoszt. Lüszimakhosz utódja így Makedónia trónján Ptolemaiosz Keraunosz lett, aki helyzetét megerősítendő még feleségül is vette özvegyét, II. Arszinoét, a saját féltestvérét.